# Limak Holding
Limak Holding  est un groupe industriel diversifié turc. Il est présent dans la construction, l’industrie du ciment, l'énergie, l’agroalimentaire, la gestion de ports et d’aéroports et le tourisme. Ainsi, ses principales sociétés sont Limak Construction, Limak Cement, Limak Investments (consacré aux infrastructure et au secteur de l’énergie) et Limak Tourism Groupe. En 2012, le groupe a réalisé un chiffre d’affaires de 260 millions de dollars dans la construction.
Le groupe Limak et ses filiales comptent près de 50 000 salariés dans 17 pays.

## Histoire

### Création
Limak, basé à Ankara, a été fondé en 1976 par Sezai Bacaksız et Nihat Özdemir. Ils sont tous les deux issus de l’université de Gazi (Ankara, Turquie), dont ils sont sortis diplômés d’un doctorat en génie mécanique. En complément, Nihat Özdemir s’est spécialisé dans le ciment et l'énergie, et Sezai Bacaksız a acquis une expertise dans le tourisme.
Sezai Bacaksız et Nihat Özdemir occupent la 14e position dans le classement Forbes, magazine économique américain, des "cents Turcs les plus riches " en 2016. Ils sont 1367e dans le classement Forbes mondial de 2016 avec un patrimoine estimé à 1.3 milliards de dollars,.

## Activités du groupe

### Limak Construction
Fondé dès 1976, Limak Construction est classé parmi les 250 premières entreprises de construction au monde, selon le classement “Top 250 International Contractors for 2014” publié par le magazine américain Engineering News-Record (ENR). La filiale du groupe Limak est spécialisée dans la construction d’infrastructures et de bâtiments (aéroports, ports, autoroutes, centrales hydroélectriques…).
Limak Construction compte 20 000 employés en 2015.
Limak Construction participe notamment à de grands projets de construction d’aéroports en Égypte (au Caire), au Kosovo (à Pristina), en Turquie (à Istanbul), et prochainement au Koweït (dans la ville de Koweït).
Ainsi, en mai 2013, Limak Construction a gagné le contrat de construction du futur nouvel aéroport d'Istanbul, à travers le consortium Cengiz-MAPA-Limak-Kolin-Kalyon.
À Istanbul, la société a également construit l’aéroport international Sabiha Gökçen avec deux partenaires étrangers : Malaysia airports et la compagnie indienne GMR.
En mai 2016, Limak Construction a signé un contrat à 4.4 milliards de dollars, très disputé, pour construire le nouveau terminal de l’aéroport international du Koweït.

### Limak Investments (Infrastructure et Énergie)
Limak Investments est la filiale consacrée aux secteurs de l’énergie (production et distribution) et à la gestion d’infrastructures de transport.

#### Secteur de l'énergie
Dans le secteur de l’énergie, Limak Investments est une des plus importantes entreprises privées de production d’énergie de Turquie. La filiale possède notamment des centrales hydroélectriques, des centrales électriques thermiques ainsi que des centrales au gaz naturel. Depuis 2015, le groupe a commencé à investir dans le secteur des énergies renouvelables, et en particulier dans les parcs solaires.
En 2014, Limak Investments en partenariat avec le fonds de pension européen Inframed, créé notamment par la Caisse des Dépôts qui dispose de 25 % du capital, a racheté l’usine de production de gaz de Hamitabat (Turquie).
Dans le secteur de la distribution d’énergie, Limak Investments et ses partenaires ont distribué 52 milliards de kWh d’électricité à 11 millions de personnes en Turquie et au Kosovo en 2015.

#### Secteur du transport
En mai 2012, Limak Investments et le fonds de pension européen Inframed, créé notamment par la Caisse des Dépôts qui dispose de 25 % du capital, ont établi un nouveau partenariat afin de gérer et de développer le port d’Iskenderun (Anatolie) dans le cadre d’une concession de 36 ans.
Par ailleurs, Limak Investments gère de nombreux aéroports dans le monde.
Au Kosovo, en partenariat avec Aéroports de Lyon, Limak Investments gère Prishtina Adem Jashari International Airport (1.5 million de passagers par an) depuis avril 2011 et pour une durée de 20 ans. Au sein du consortium turco-français, Aéroports de Lyon dispose de 10 % du capital,.
À Istanbul, depuis 2 ans, la filiale gère également l’aéroport international Sabiha Gökçen, qui accueille 25 millions de passagers par an.
Limak Investments va également gérer Istanbul New Airport. En effet, le groupe Limak va à la fois construire un troisième aéroport à Istanbul, en partenariat avec les membres du consortium Cengiz-MAPA-Limak-Kolin-Kalyon, et en assurer la gestion. Cet aéroport, Istanbul New Airport, a vocation à devenir le plus grand aéroport du monde avec notamment six pistes de décollage et d'atterrissage, 350 destinations, et surtout une capacité d’accueil de 150 millions de passagers par an qui, à terme, devrait même atteindre les 200 millions.
(pour en savoir plus : [[Istanbul New Airport|Istanbul New Airport (en)]])

### Limak Tourism
Le groupe Limak investit le secteur du tourisme en 1995, avec le lancement de l’hôtel Arcadia, l’ouverture de l’hôtel Limra, à Kemer en 1997 et de l’hôtel Atlantis à Belek en 2002.
En 2000, Limak Tourism Group crée la marque Limak International Hôtels & Resort et se lance dans la gestion de l'hôtellerie de ville en 2006 avec Limak Ambassadore Hôtel, ainsi que Lara De Luxe Hôtel & Resort à Antalya, la même année.
L’année 2010 connait également l’inauguration du premier hôtel-boutique thermal de la Turquie Yalova Thermal Hôtel mais aussi ISG Airport Hôtel à l’aéroport international Sabiha Gökçen.
Limak Tourism Group poursuit sa stratégie de développement et lance un nouvel hôtel en 2011 baptisé Eurasia Luxury Hôtel et investit dans d’autres projets hôteliers en Turquie et à l’étranger à l’instar de Babylon Hôtel & Resort dans la région Bâfra, à Chypre, ainsi que Tarse De Luxe Hôtel et Golf Hôtel Tarse à Mersin,

### Limak Cement
Limak Cement a été fondé en 2000. Particulièrement actif dans le secteur du béton « prêt-à-l’emploi » (readymixed concrete), le groupe a produit un total de 2.5 millions de mètres cubes et vise un objectif de 3.5 millions de mètres cubes pour l’année 2016.

## Controverses

### Accusations de corruption
D’après le Daily News du 27 décembre 2013, le nom de Nihat Özdemir figurait parmi une liste de 41 suspects, tous des responsables d’entreprises, arrêtés dans le deuxième volet d'un scandale de corruption :« Prosecutors also appear to be targeting construction companies involved in some of the government’s showpiece infrastructure projects. Those named in media reports included Nihat Ozdemir, head of Limak group». Il n’y a pas eu de procès : Nihat Özdemir et son partenaire Sezai Bacaksız ont très vite été acquittés et libérés.
Des rumeurs ont indiqué, lors d’une deuxième vague d’accusation, que des patrons de grands groupes de BTP turcs comme Limak et Kalyon et des élus proches du pouvoir figuraient sur cette liste de suspects. Mais le procureur Muammer Akkas a précisé qu’aucun mandat n’avait finalement été délivré.

### Attaques politiques
Candidat à la privatisation de l'aéroport de Nice-Côte d'Azur, Limak a été évoqué par Christian Estrosi, le président du conseil régional de Provence-Alpes-Côte d'Azur, qui ne veut pas entendre parler du groupe turc pour reprendre l'aéroport international de Nice. « Alors que nous sommes en état d'urgence, en état de guerre même, c'est tout simplement inadmissible de permettre à une puissance étrangère de s'emparer d'un tel outil stratégique de la Côte d'Azur ».
Les propos ont été interprétés dans la presse de la manière suivante :
Sur France Inter, dans sa chronique éco du 5 juillet 2016, Dominique Seux affirme que « […] la propriété des pistes, des terrains, reste dans les mains de l’État. C'est le contrôle aérien qui gère toujours le trafic et la sécurité, et la police des frontières qui contrôle les passagers. Donc, dire, comme Laurent Wauquiez ou Christian Estrosi, présidents des régions concernés à Nice et Lyon, attention c'est la souveraineté nationale qui est en jeu, cela fait plaisir, c'est populaire mais excessif. Rappelons que la majorité actuelle a voté le principe de ces concessions dans une loi. »
Dans son article « Qui est ce mystérieux Turc qui veut rafler les aéroports de Lyon et de Nice » paru dans Challenges le 4 juillet 2016, Alice Mérieux écrit : « La rumeur gronde qu’il n’en fallait pas plus pour faire sortir de leurs gonds Christian Estrosi, maire de Nice, et Laurent Wauquiez, président de la région Auvergne-Rhône-Alpes. Le premier, depuis quelques semaines déjà, a entamé un lobbying forcené contre l’opérateur turc […]. Et, ce matin, à la dernière minute, Laurent Wauquiez s’est offusqué à son tour […]. »